# 4571 Grumiaux
A 4571 Grumiaux (ideiglenes jelöléssel 1985 RY3) a Naprendszer kisbolygóövében található aszteroida. Henri Debehogne fedezte fel 1985. szeptember 8-án.